# مشاة البحرية السعودية
مُشاة القُوّات البَحْريَّة المَلَكيَّة السُّعُوديَّة هي وحدات عسكرية برمائية تنشط ضمن بحرية القوات المسلحة السعودية وتتمثل في الميدان كواحدة من أهم التشكيلات القتالية المدربة على أصعب الظروف واعتاها؛ إذ تسند لها مهام حساسة ودقيقة في العمليات، ويتمتع منسوبوها بمواصفات جسمانية وتكتيكية من خلال تطبيقاتها العسكرية. وتقوم بأعمالها البحرية والبرية في آن معا، وذلك بالتكامل مع بحرية قوات حرس الحدود التابعة لوزارة الداخلية، إضافةً إلى قوات وزارة الحرس الوطني المساندة؛ حيث ترتكز القوات العسكرية السعودية على عدد من المناطق في الخطوط الأمامية، لرصد تحركات العدو، وضمان حماية قصوى لحدود المملكة العربية السعودية. يقع المقر الرئيسي لقيادة سلاح المشاة البحري الملكي بالمنطقة الشرقية، وتحديدا في ميناء رأس الغار العسكري ضمن الأسطول الشرقي المطل على الخليج العربي.

## مراحل التطور

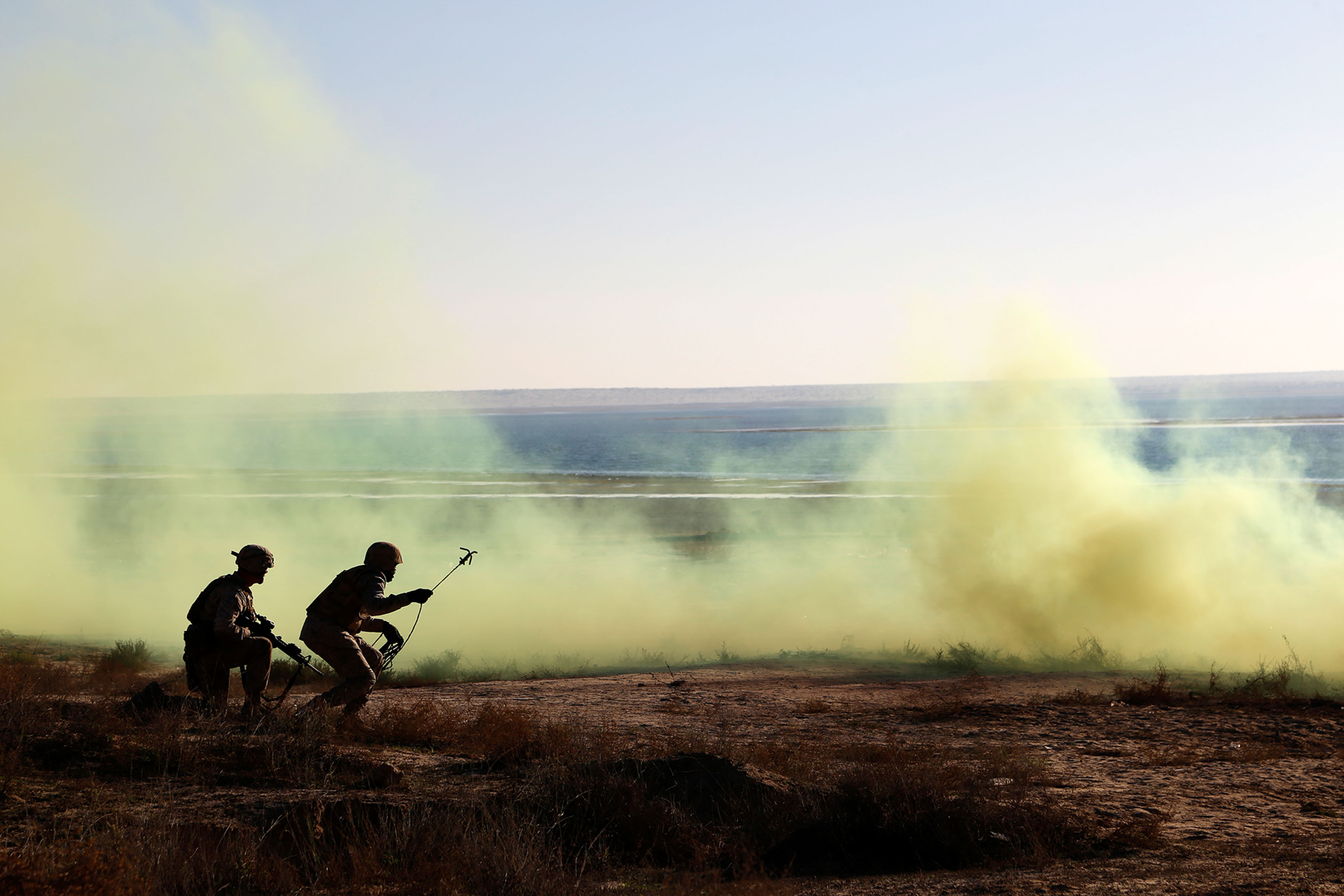
الصورة من تمرين دوري مشترك مع مشاة البحرية الأميركية على ساحل الخليج العربي (2015)

تأسست مدرسة مشاة البحرية ووحدات الأمن البحرية الخاصة، عام 1400ھ (1979) والتي كانت نواة لمدرسة مشاة البحرية الحاليّة، وكان مقرها في ذلك الوقت مركز تدريب المستجدين ومشاة البحرية في جدة، ثم زودت بأحدث الأسلحة والتجهيزات مثل المدرعات البرمائية، ومدافع الهاون والرشاشات الثقيلة وقانصات الألغام. تدربت هذه الوحدات البرمائية داخل المملكة العربية السعودية وخارجها، ويخضع ضباط وأفراد مشاة البحرية الملكية السعودية إلى برامج تدريبية مكثفة داخل وخارج المملكة، على المدرعات البرمائية والزوارق الفائقة السرعة، وفي مجال الغوص، وصيانة المعدات. كما تخوض المشاة البحرية تمارين سنوية مشتركة مع عدد من القوات المماثلة في الدول الشقيقة والصديقة. ومن أهم واجبات سلاح المشاة البحري المشاركة في تنفيذ مهام القوات البحرية السعودية، وعمليات البحث والإنقاذ. وتقدم مدرسة سلاح مشاة البحرية لمنسوبيها عدداً من الدورات في مجال الغوص، وصيانة المعدات؛ وكذلك دورات على المدرعات البرمائية والزوارق الفائقة السرعة. وتم مؤخراً تدعيم قطع البحرية الحربية بعدد من قانصات الألغام الحديثة.

## وحدات مساندة
تنقسم وحدات الأمن البحرية الخاصة إلى ثلاثة أقسام هي الضفادع البشرية، والصاعقة، والإزالة. ولكل قسم من هذه الوحدات مهام محددة وخاصة، تعمل على تنفيذها بكل دقة.
- الضفادع البشرية: في أعالي الجبال أو في بطون الأودية السحيقة في شتاء قارس البرودة، وصيف حار لاهب، يقضي أفراد وضباط وحدات الأمن البحرية الخاصة التابع للقوات البحرية الملكية السعودية، ساعات طويلة للتدريب على مهارات الحروب الجبلية، والسير الطويل، والقفز الحر التكتيكي، والتعايش مع البيئة، ومهارات الرماية، وعلى اقتحام المباني، لتأهيل ضفادع بشرية بقدرات وإمكانات عسكرية عالية، تعمل على تنفيذ مهامها العسكرية بكفاءة ودقة عالية.[6]

- الصاعقة البحرية: هي قوات على مستوى تدريب قتالي عال يتمتع منسوبوها بمواصفات جسمانية وتكتيكية من خلال تطبيقاتها العسكرية الخاصة، وتضم في وحداتها مجموعات من الزوارق المتقدمة، والمعدات الخاصة مثل النواظير والمظلات، كما يوجد بها تخصصات دقيقة مثل القناصة، والاقتحام، واستخدام الطائرات بدون طيار، ومعدات أخرى تمكنها من أداء مهامها البحرية ليلا ونهارا بكفاءة عالية.[6]

- الإزالة: صدرت الموافقة السامية على تأمين عدد من قانصات الألغام للقوات البحرية، والتي تعد من أفضل مثيلاتها في العالم، بما تحتوي عليه من أجهزة ومعدات لاكتشاف الألغام البحرية وتدميرها، وسترفع هذه القانصات مع الكاسحات من قدرات حرب الألغام في القوات البحرية الملكية، وهو ما يمكنها من أداء مهامها وواجباتها بكل كفاءة واقتدار.[6]